# Infanteriegewehr
Lo Infanteriegewehr M 1854 fu un fucile in uso presso l'Esercito dell'Impero Austriaco durante la seconda metà del XIX secolo. Esso appartiene ai fucili di tipo Lorenz e possedeva due varianti, lo Jägerstutzen M 1854 e lo Extrakorpsgewehr M 1854.

## Riferimenti
- Sergio Masini, Gianrodolfo Rotasso, Dall'archibugio al Kalashnikov, Mondadori, Milano 1992 ISBN 88-04-35909-9
- Sergio Masini, Gianrodolfo Rotasso - Armi da fuoco, Mondadori, Milano 2006